# Tillberga IK
Tillberga IK är en idrottsklubb från orten i Tillberga i Västerås kommun i Sverige. Tillberga IK bildades den 8 februari 1930 och hade fram till 1998 ett olika antal sektioner. På årsmötet 1998 beslutade man att dela upp Tillberga IK i separata föreningar efter sport men att klubbarna skulle vara medlemmar i "Tillberga IK Alliansen" som paraplyorganisation.
Klubbens herrlag i bandy har under 2000-talet spelat i Sveriges högsta division fram till 2017.

### Fotnoter
1. ↑  ”Maratontabell”. Svenska Bandyförbundet. Arkiverad från originalet den 21 februari 2015. https://web.archive.org/web/20150221150955/http://www.svenskbandy.se/ImageVaultFiles/id_96036/cf_74/MARATONTABELL_TOM_2013.PDF. Läst 15 mars 2015.

## Sektioner
- Tillberga IK Bandy
- Tillberga IK Fotboll
- Tillberga IK Handboll
- Tillberga IK Innebandy